# Time Machine (gruppo musicale)
I Time Machine sono una band italiana che, assieme a band come Black Jester, Eldritch ed Evil Wings, fecero parte della scena progressive metal nazionale ed europea. La loro musica presenta anche lievi contaminazioni power ed epic metal.

## Storia del gruppo

### La nascita dei Time Machine ed i primi EP
I Time Machine vennero fondati sul finire del 1992 dal bassista  e tastierista Lorenzo Dehò, che è anche la voce della band, e dal chitarrista Ivan Oggioni. Fu poi del 1993 la pubblicazione del loro primo EP dal titolo Project: Time Scanning, pubblicato per la Limited Records. In questo periodo entrarono nella band prima Andrea Ruggeri, poi Joe Taccone, entrambi già nei Moon Of Steel, e nel 1994 diedero alle stampe il loro secondo EP intitolato Dungeons Of The Vatican.

### 1995: Act II - Galileo
Nel 1994 i Time Machine integrarono nella band Antonio Rotta e Folco Orlandini, e con questa nuova formazione, nel 1995 diedero alle stampe Act II: Galileo per la Lucretia Records International, che ancora oggi è considerato l'apice della carriera dei Time Machine. Il disco, dalle sonorità molto personali e difficilmente catalogabili, era un concept album sulla figura di Galileo Galilei e sulla persecuzione per eresia che subì dalla'inquisizione. Pur presentando lunghe session, spesso inframezzate da interludi e recitativi nel tipico stile progressive rock, la band utilizzava sonorità techno-metal ed ambientazioni tra l'epico ed il gotico. Nel corso del tour che seguì il disco è da ricordare la data del 6 aprile 1996 presso il Factory di Milano, in cui la band fu accompagnata dal vivo dai brasiliani Angra, in una esecuzione acustica del disco.

### 1996-1999
Nel 1996 la band cambiò formazione e si unì a loro per un periodo Morby alla voce, che era uno dei nomi storici del metal italiano ed in precedenza Sabotage. Alla batteria entrò poi Nick Rossetti ed al sax Stefano Della Giustina. Fu con questa formazione che pubblicarono. L'EP, che si ispira alle sonorità power metal degli anni '80, conteneva un loro classico dal titolo Heaven & Hell. Il tour che seguì il disco vide poi date importanti per la band, come la data al Rolling Stone Rock Club di Milano e la partecipazione al Gods of Metal del 1997. Alla fine del tour Morby lasciò la band ed entrò al suo posto Nick Fortarezza.
Fu con lui che nel 1998 la band pubblicò un nuovo album dal titolo Eternity Ends, che vedeva anche la partecipazione di Andre Matos, cantante degli Angra, prestare la voce nel brano I Believe Again.

### Gli anni 2000
Tra il 1999 e il 2002, il gruppo hanno partecipato ad altre due edizioni del Gods of Metal.

## Formazione

### Formazione attuale
- Marco Sivo – voce
- Gianluca Ferro – chitarra, tastiere
- Gianluca Galli – chitarra
- Lorenzo Dehò – basso, tastiere
- Sigfrido Percich – batteria

### Ex componenti
Voce
- Fabio Pagani
- Omar Zoncada
- Pino Tozzi
- Andrea Ruggeri
- Jonathan Lavino
- Adolfo "Morby" Morviducci
- Folco Orlandini
- Nick Fortarezza

Chitarra
- Ivan Oggioni
- Tony Priolo
- Joe Taccone

Tastiere
- Roberto Gramegna
- Mirko Criscione
- Stefano Della Giustina–Sax

Batteria
- Roberto Besana
- Fabio Brigliadoro
- Antonio Rotta
- Nicola Rossetti
- Claudio Riotti

## Discografia

### Album in studio
- 1995 – Act II: Galileo
- 1998 – Eternity Ends
- 2001 – Evil (liber primus)
- 2004 – Reviviscence (liber secundus)

### EP
- 1993 – Project: Time Scanning
- 1994 – Dungeons of the Vatican
- 1997 – Shades of Time
- 1998 – Secret Oceans Part I
- 1998 – Secret Oceans Part II
- 2001 – Aliger Daemon

### Raccolte
- 2000 – Hidden Secrets